# Trachea uscana
Trachea uscana är en fjärilsart som beskrevs av Druce 1889. Trachea uscana ingår i släktet Trachea och familjen nattflyn. Inga underarter finns listade i Catalogue of Life.